# سینماهای اسکات
سینماهای اسکات (انگلیسی: Scott Cinemas) یک گروه سینمایی در شهرستان دوون، انگلستان است.
این مجموعه هم‌اکنون دارای ۸ مجموعه سینمایی و ۱۸ سالن می‌باشد.

## سینماها
| موقعیت         | سالن‌ها                       |
| -------------- | ---------------------------- |
| Barnstaple     | ۴                            |
| Bridgwater     | ۲                            |
| Bristol        | ۳                            |
| East Grinstead | ۳                            |
| Exmouth        | ۳                            |
| Lyme Regis     | ۰ (بسته شدن به دلیل آتش‌سوزی) |
| Newton Abbot   | ۲                            |
| Sidmouth       | ۱                            |